# ییلان‌قلعه (جیحان)
ییلان‌قلعه (به ترکی استانبولی: Yılankale) (به کردی: Yîlanqele) یک منطقهٔ مسکونی در ترکیه است که در جیحان واقع شده‌است.